# END (Band)
END ist eine fünfköpfige Alternative-Rock-Popband aus Basel. Seit 2013 ist sie bei Radicalis Music Management unter Vertrag.

## Geschichte
END formte sich offiziell 2009. 2011 traten sie ausserhalb ihrer Heimatstadt das erste Mal auf. 2012 wurde die von Thomas Rechberger (Alterna Recording Studios, Basel) produzierte EP Parabol veröffentlicht. Es folgten unter anderem Open-Air-Auftritte am Greenfield Festival sowie ein Headliner-Gig am Basler Musikfestival BScene.
2013 zog sich die Band zurück und arbeitet an ihrem ersten Album. Im Herbst rühmte das landesweite Radio SRF Virus das mit Videoclip veröffentlichte Lied Tie Your Nation to the Radiation Machine als einen der besten Songs einer Schweizer Band 2013. 
Das Debütalbum People of the Stream’s Mouth erschien im April 2014 und wurde von Marco Jeger (Samplehof, Berlin) produziert. Die beiden Single-Auskopplungen Alaska und Adrift bekamen Airplay bei verschiedenen Schweizer Radiostationen sowie in Deutschland. 2014 werden END in der Schweiz und in Deutschland auf Tour sein.

## Stil
Die Mitglieder von END bringen verschiedenste Stilrichtungen in ihr Songwriting ein, was sie unter anderem als Grund für die Vielseitigkeit und Vielschichtigkeit ihrer Musik angeben. Die Songs von END oszillieren zwischen sanfter Schönheit und brachialem Feuerwerk, durchdrungen von sensibel-rauem Gesang und existentiellen Texten.

## Diskografie
- 2013: Parabol (EP)
- 2014: People of the Stream's Mouth (Album)